# Ido Drent
Ido Drent es un actor sudafricano, más conocido por haber interpretado a Daniel Potts en la serie Shortland Street.

## Biografía
Nació en Sudáfrica y se mudó con su familia a Nueva Zelanda en 1995.
Es buen amigo del actor Jared Turner.
Después de salir por siete meses en abril de 2011, se comprometió con la maquilladora Amanda "Mandy" Hodges, la pareja se casó en diciembre del mismo año. En 2014 la pareja anunció que estaban esperando a su primer hijo, Bastion Dirk Drent (abril de 2015). En mayo de 2016 anunciaron que estaban esperando a su segundo hijo, el 8 de noviembre de 2016 nació su hija, Elliotte Lilian Drent.

## Carrera
Antes de comenzar a actuar Ido trabajó como modelo y firmó con "11 Modeling Agency".
En marzo de 2009 se unió al elenco principal de la serie neozelandesa Shortland Street, donde interpretó al empresario Daniel Potts hasta el 17 de septiembre de 2012.
En 2013 se unió al elenco de la cuarta temporada de la popular serie australiana Offspring, donde interpreta al doctor Lawrence Pethbridge hasta ahora. En 2014 se unió al elenco principal de la miniserie de dos partes Never Tear Us Apart: The Untold Story of INXS, donde interpretó a Jon Farriss. En 2015 se unió al elenco principal de la miniserie When We Go to War, donde interpretó al joven abogado y capitán Charles Smith. En 2016 se unió al elenco de la miniserie The Making of the Mob: Chicago, donde dio vida a Mike De Angelo.

## Activismo
Drent fue embajador de 40 Hour Famine entre 2010 y 2012, cuando ayudó a niños necesitados en Timor Oriental.
Participó en una carrera donde corrió 20 kilómetros al día por una semana para recaudar fondos para la fundación "Ronald McDonald House Charities"; sin embargo Ido se vio forzado a abandonar la carrera después de que comenzara a sentirse mal y creía que tenía meningitis. Ido es un defensor de la lucha contra el tabaquismo en Nueva Zelanda.

## Filmografía

### Series de televisión
| Año             | Título                                        | Personaje               | Notas                   |
| --------------- | --------------------------------------------- | ----------------------- | ----------------------- |
| 2013 - presente | Offspring                                     | Dr. Lawrence Pethbridge | 24 episodios            |
| 2016            | The Making of the Mob: Chicago                | Mike De Angelo          | 2 episodios - miniserie |
| 2015            | Ash vs Evil Dead                              | Brad                    | 2 episodios - miniserie |
| 2015            | When We Go to War                             | Cpt. Charles Smith      | 6 episodios - miniserie |
| 2014            | Never Tear Us Apart: The Untold Story of INXS | Jon Farriss             | 2 episodios - miniserie |
| 2009 - 2012     | Shortland Street                              | Daniel Potts            | 308 episodios           |

### Películas
| Año  | Título                   | Personaje           | Notas                                                                                         |
| ---- | ------------------------ | ------------------- | --------------------------------------------------------------------------------------------- |
| 2016 | A Woman's Right to Shoes | Príncipe Encantador | corto - junto a Brooke Williams, Antonia Prebble, John Leigh, Taylor Hall y Michelle Blundell |

## Premios y nominaciones
| Año  | Categoría          | Premio                                     | Serie            | Resultado |
| ---- | ------------------ | ------------------------------------------ | ---------------- | --------- |
| 2011 | Celeb Male 2011    | Girlfriend Faves Forever Award             | Shortland Street | Nominado  |
| 2011 | Favourite TV Star  | What Now Award                             | Shortland Street | Nominado  |
| 2010 | Rising Star        | New Zealand TV Guide Best on the Box Award | Shortland Street | Ganador   |
| 2010 | Hottest Male Actor | Throng Shortland Street Fan Award          | Shortland Street | Nominado  |